# حرائق غابات الجزائر 2023
حرائق الغابات في الجزائر 2023 هي سلسلة من الحرائق التي وقعت في شمال شرق الجزائر في يوليو 2023، مما أدى إلى مقتل ما لا يقل عن 34 شخصًا.
اندلعت هذه الحرائق في العديد من الولايات، بما في ذلك: بجاية، جيجل، بومرداس، خنشلة، الطارف، سوق أهراس، سكيكدة وتيبازة.